# Liste de zones humides en France
 (octobre 2016).
Cette page dresse une liste des zones humides de France.

## Généralités
La baie du mont Saint-Michel, la forêt alluviale rhénane ou encore la réserve nationale de Camargue (plus grande zone humide de France) sont internationalement reconnues, que ce soit au titre du patrimoine mondial des paysages culturels de l’Unesco (comme le Val de Loire en 2000), au titre des zones humides d'importance internationale de la convention de Ramsar (comme le lac de Grand-Lieu), ou encore au titre du programme sur l'homme et la biosphère de l'Unesco (comme le marais audomarois). La France est riche de nombreuses zones humides de grand intérêt et d'intérêt paneuropéen (pour les oiseaux notamment).

## Liste

### Alsace
- Ried alsacien et vallée du Rhin
- Massif vosgien

### Aquitaine
- Barthes de l'Adour
- Basse-Garonne
- Bassin d'Arcachon
- banc d'Arguin
- Dordogne
- Eyre (zone humide d'importance internationale sur la liste de la convention de Ramsar)
- Landes humides et lagunes de Gascogne
- Marais et estuaire de la Gironde
- Marais d'Orx (zone humide d'importance internationale sur la liste de la convention de Ramsar)
- Marais de la Tafarde
- Zones humides de l'arrière dune des Pyrénées occidentales
- Zones humides littorales de Gironde
- Zone humide du Métro

### Auvergne
- Allier et Sioule
- Auvergne occidentale et orientale
- Sologne bourbonnaise
- Aubrac

### Bourgogne
- Bassin du Drugeon (zone humide d'importance internationale sur la liste de la convention de Ramsar)
- Bresse
- Étangs de Galetas
- Loire
- Morvan
- Val d'Armançon
- Val de Saône

### Bretagne
- Baie d'Audierne
- Baie de Saint-Brieuc
- Baie de Morlaix
- Baie de Carantec
- Estuaire de la Vilaine
- Estuaire du T
- Golfe du Morbihan
- Réserve naturelle nationale des marais de Séné
- Marais de Pen an Toul
- Mass
- Lac de Rillé
- Sologne
- Val de Cher
- Val de Loire

Berry
Brenne (dont le Parc naturel régional de la Brenne (zone humide d'importance internationale sur la liste de la convention de Ramsar depuis 1991))

### Champagne-Ardenne
- Marais de Saint-Gond
- Massif des Ardennes
- Vallée de l'Aire
- Vallée de l'Aisne
- Vallée de la Marne
- Étangs et réservoirs de Champagne humide (zone humide d'importance internationale sur la liste de la convention de Ramsar)

### Corse
- Étang d'Urbino (zone humide d'importance internationale sur la liste de la convention de Ramsar)
- Réserve naturelle de l'Étang de Biguglia (zone humide d'importance internationale sur la liste de la convention de Ramsar)
- Pozzines du plateau de Coscione
- Réserve naturelle des Tre Padule de Suartone (zone humide d'importance internationale sur la liste de la convention de Ramsar)

### Franche-Comté
- Massif du Jura

### Guadeloupe
- Grand Cul-de-sac marin de la Guadeloupe (zone humide d'importance internationale sur la liste de la convention de Ramsar)

### Guyane
- Basse Mana (Parc Naturel Régional de Guyane) (zone humide d'importance internationale sur la liste de la convention de Ramsar)
- Estuaire du fleuve Sinnamary (zone humide d'importance internationale sur la liste de la convention de Ramsar)
- Marais de Kaw (zone humide d'importance internationale sur la liste de la convention de Ramsar)

### Île-de-France
- Seine

### Languedoc-Roussillon
- Aubrac
- Cévennes
- Étangs et salins du Languedoc et du Roussillon
- Margeride
- Montagne Noire
- Pyrénées-Orientales

### Limousin
- Étang des Landes
- Plateau du Limousin

### Lorraine
- Étangs de la Woëvre et du sud-est mosellan (zone humide d'importance internationale sur la liste de la convention de Ramsar)
- Moselle
- Vallées de Meuse et Chiers

### Martinique
- Étang des Salines (zone humide d'importance internationale sur la liste de la convention de Ramsar)

### Mayotte
- Vasière des Badamiers

### Midi-Pyrénées
- Aubrac
- Garonne
- Pyrénées centrales
- Vallée de l'Adour

### Nord-Pas-de-Calais
- Littoral et estuaires de la Canche, de l'Authie et de l'Aa (Oye Plage)
- Scarpe et Escaut
- Marais audomarois (zone humide d'importance internationale sur la liste de la convention de Ramsar)

### Basse-Normandie

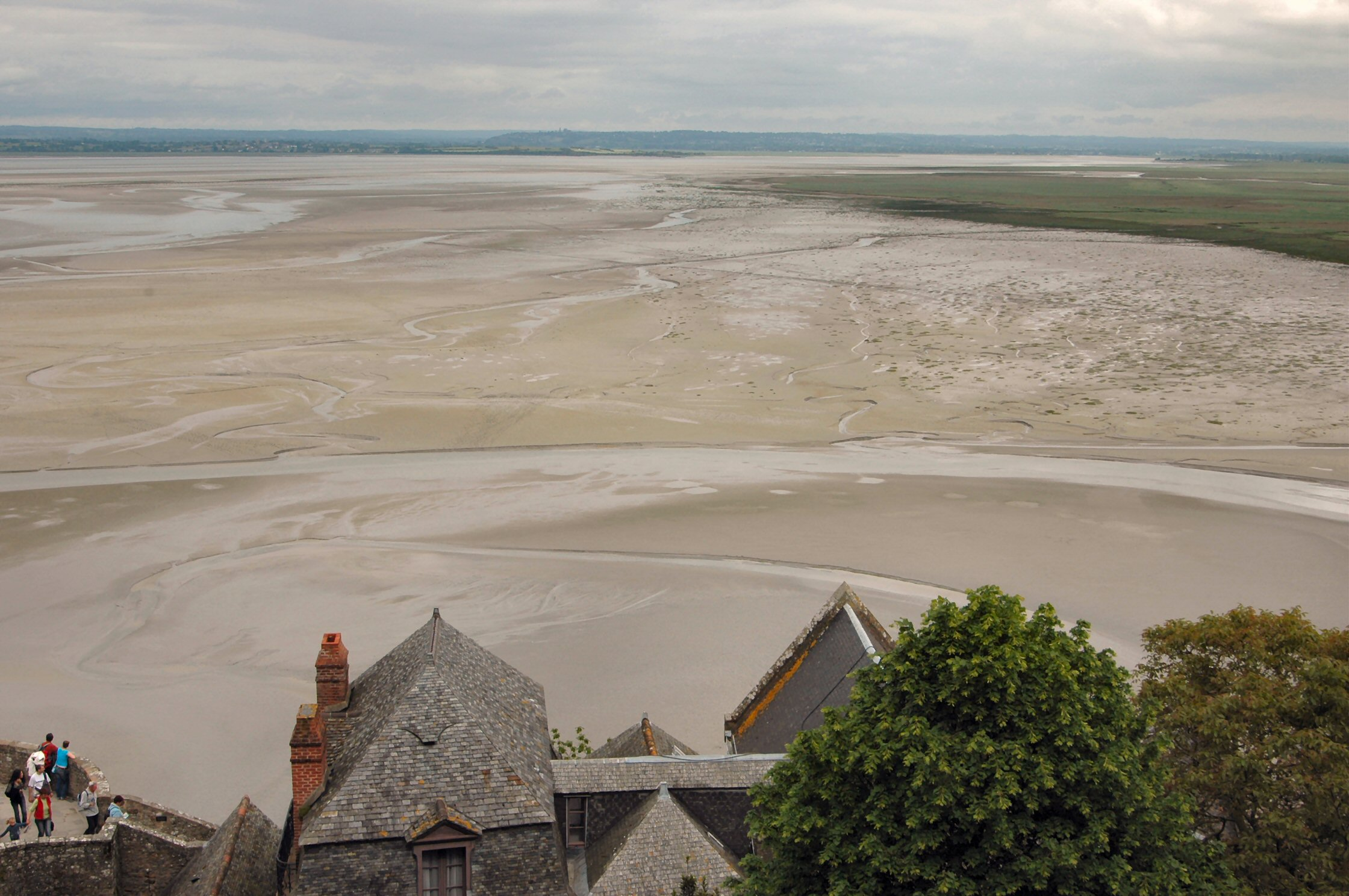
Baie du Mont Saint-Michel

- Baie des Veys (zone humide d'importance internationale sur la liste de la convention de Ramsar)
- Baie du Mont Saint-Michel (zone humide d'importance internationale sur la liste de la convention de Ramsar)
- Havres du Cotentin (zone humide d'importance internationale sur la liste de la convention de Ramsar)
- Marais du Cotentin (zone humide d'importance internationale sur la liste de la convention de Ramsar)
- Marais du Bessin
- Vallée de la Touques

### Haute-Normandie
- Estuaire de la Seine
- Marais de la Seine

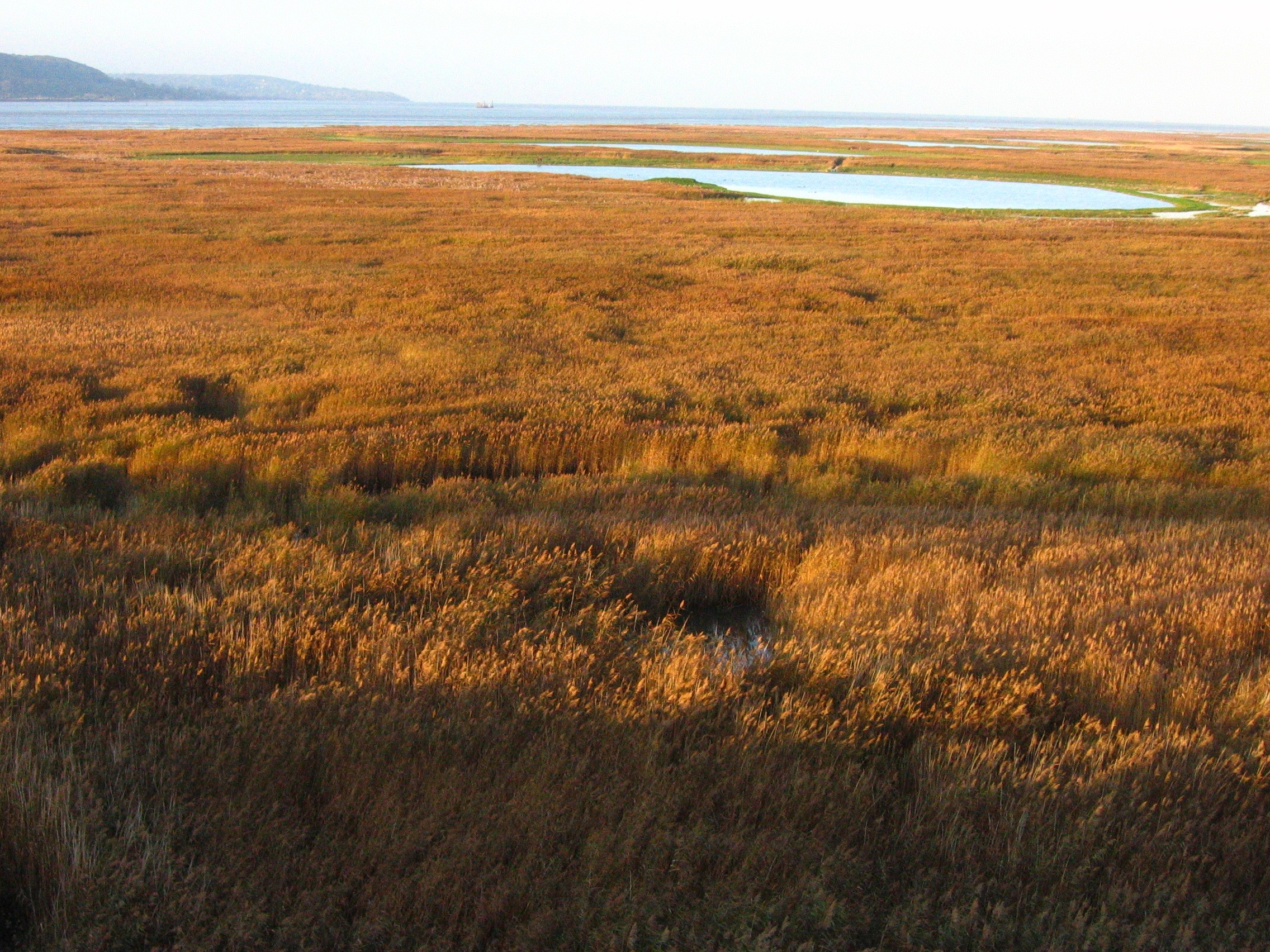
Zone humide de l'estuaire de la Seine au sud du Havre, Seine-Maritime

- Marais-Vernier (zone humide d'importance internationale sur la liste de la convention de Ramsar)
- Seine-Maritime

### Nouvelle-Calédonie
- Lacs du Grand Sud

### Pays de la Loire
- Baie de Bourgneuf
- Basses vallées angevines (zone humide d'importance internationale sur la liste de la convention de Ramsar)
- Estuaire de la Loire
- Île de Noirmoutier
- Île Saint-Aubin
- Lac de Grand-Lieu (zone humide d'importance internationale sur la liste de la convention de Ramsar)
- Marais breton
- Marais d'Olonne
- Marais de Basse Maine
- Brière (zone humide d'importance internationale sur la liste de la convention de Ramsar)
- Marais de l'Erdre
- Marais de Talmont
- Marais de Guérande
- Marais Mesquer
- Val de Loire

### Picardie
- Littoral
- Vallée de la Somme
- Estuaire de la Somme (zone humide d'importance internationale sur la liste de la convention de Ramsar)
- Vallée de l'Oise

### Poitou-Charentes
- Anse de Fourras
- Baie de l'Aiguillon
- Charente et ses affluents
- Marais de Brouage
- Marais de Rochefort
- Marais de Ré
- Marais de la Seudre
- Marais d'Oléron
- Marais poitevin
- Sèvre niortaise

### Polynésie Française
- Lagon de Moorea (zone humide d'importance internationale sur la liste de la convention de Ramsar)

### Provence-Alpes-Côte d'Azur
- Alpes méridionales
- Camargue (zone humide d'importance internationale sur la liste de la convention de Ramsar)
- Étang de Berre
- Golfe de Fos
- Marais de l'Ile
- Val de Durance
- Vieille
- Zones humides entre Rhône et Crau
- Salins-d'Hyères (zone humide d'importance internationale sur la liste de la convention de Ramsar)

### Rhône-Alpes
- Alpes du Nord
- Basse vallée de l'Ain
- Dombes
- Haut-Rhône
- Lac du Bourget (zone humide d'importance internationale sur la liste de la convention de Ramsar)
- Lac Léman (zone humide d'importance internationale sur la liste de la convention de Ramsar)
- Marais de Lavours et Chautagne (zone humide d'importance internationale sur la liste de la convention de Ramsar)
- Moyenne vallée du Rhône
- Plaine du Forez
- Val de Drôme
- Val de Saône

### Saint-Martin
- Zones humides et marines de Saint-Martin (zone humide d'importance internationale sur la liste de la convention de Ramsar)

### Terres australes et antarctiques françaises
- Réserve naturelle nationale des Terres australes françaises
- Île Europa (zone humide d'importance internationale sur la liste de la convention de Ramsar)

### Liens connexes
- Liste de sites naturels de France
- Zone humide
- Liste des sites Ramsar de France